# Бюлерцелль
Бюлерцелль (нім. Bühlerzell) — громада в Німеччині, знаходиться в землі Баден-Вюртемберг. Підпорядковується адміністративному округу Штутгарт. Входить до складу району Швебіш-Галль.
Площа — 49,32 км2. Населення становить 2041 ос. (станом на 31 грудня 2020).